# Mariano Rampolla del Tindaro
Mariano Rampolla del Tindaro (Polizzi Generosa, 17 agosto 1843 – Roma, 16 dicembre 1913) è stato un cardinale e arcivescovo cattolico italiano, cardinale segretario di Stato di Leone XIII dal 1887.

## Biografia

### Le origini e la carriera ecclesiastica
Nacque in Sicilia in una famiglia aristocratica e compì i propri studi al Collegio Capranica di Roma. Dopo essere stato ordinato prete nel 1866, entrò nell'Accademia dei nobili ecclesiastici e fece rapida carriera nella Curia romana. Nominato arcivescovo il 1º dicembre 1882, fu inviato quale nunzio apostolico in Spagna. Suo assistente fu il giovane Giacomo della Chiesa, futuro papa Benedetto XV. 
Fu tra i principali attori nella cosiddetta questione delle Caroline, disputa diplomatica avvenuta tra l'agosto e dicembre 1885 tra l'Impero Tedesco e il Regno di Spagna per la sovranità delle isole Caroline e Palau nel Pacifico occidentale.
Questa crisi, nella cui Rampolla si spese a favore di Madrid, venne risolta con un laudo pontificio, ratificato da un protocollo ispano-tedesco firmato il 17 dicembre del 1885 che vide il riaffermarsi della sovranità spagnola delle isole, pur concedendo ai tedeschi libertà di commercio, navigazione e pesca oltre al diritto di avere una stazione navale di carbone sull'isola di Yap, con condizioni giuridiche pari a quelle degli spagnoli.
Fu creato cardinale il 14 marzo 1887 con il titolo di Santa Cecilia. Già il successivo 2 giugno fu nominato Segretario di Stato da Leone XIII, del quale divenne il principale collaboratore. Nel 1902 ottenne anche la carica di presidente della Pontificia commissione biblica.

### Il conclave del 1903

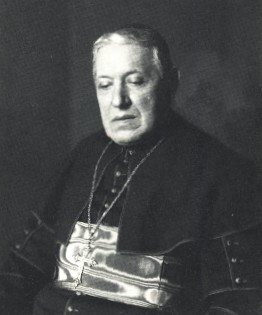
Mariano Rampolla del Tindaro in una fotografia d'inizio secolo scattata da Jacob Hilsdorf.

Alla morte di Leone XIII nel 1903, Rampolla era tra i favoriti per la successione. All'inizio del conclave le sue opportunità si accrebbero ulteriormente. In effetti, dopo le prime due votazioni, la candidatura alternativa del cardinale Gotti era sfumata. Fu allora che, il 2 agosto, il cardinale Puzyna, arcivescovo di Cracovia, sollevò il veto dell'imperatore d'Austria Francesco Giuseppe contro il cardinale Rampolla, peraltro preannunciato discretamente già prima dell'apertura del conclave stesso.

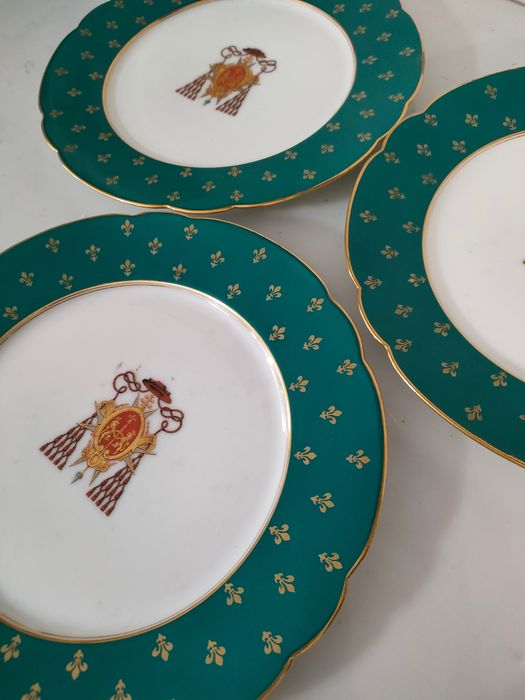
Servizio di piatti commissionato alla Ginori dall'Ambasciata di Francia per il cardinale Mariano Rampolla del Tindaro, Segretario di Stato di papa Leone XIII - Manifattura di Doccia (Collezione Avv. Nicola Gagliardo, Palermo)

L'Austria-Ungheria era, in effetti, una delle tre nazioni cattoliche che godevano del privilegio del cosiddetto ius exclusivae. Il cardinale Puzyna fu poi ricompensato con l'attribuzione della più alta decorazione austriaca. Gli ambienti di estrema destra francesi, con in testa l'Action française — i quali non avevano mai accettato la politica di riappacificazione (“ralliement”) di Leone XIII e di Rampolla con la Terza Repubblica francese — asserirono, senza prova certa, che l'opposizione austriaca fosse motivata nell'appartenenza del Rampolla alla massoneria, o meglio ad un ordine neo-templare. In verità ciò che l'Austria rimproverava al Rampolla era la politica filo-francese e anti-austriaca.
La sera stessa del 2 agosto 1903, il patriarca di Venezia Giuseppe Sarto ottenne 30 voti contro i 21 andati a Rampolla. I sostenitori di quest'ultimo non riuscirono neppure nelle ore successive a fare confluire i voti su una personalità a loro comunque gradita. Il 4 agosto Sarto fu eletto con 50 voti sui 62 cardinali entrati in conclave, ed assunse il nome di Pio X.
Il primo gesto del nuovo papa fu tuttavia quello di abolire per sempre il veto laicale con la costituzione apostolica Commissum Nobis.

### Gli ultimi anni

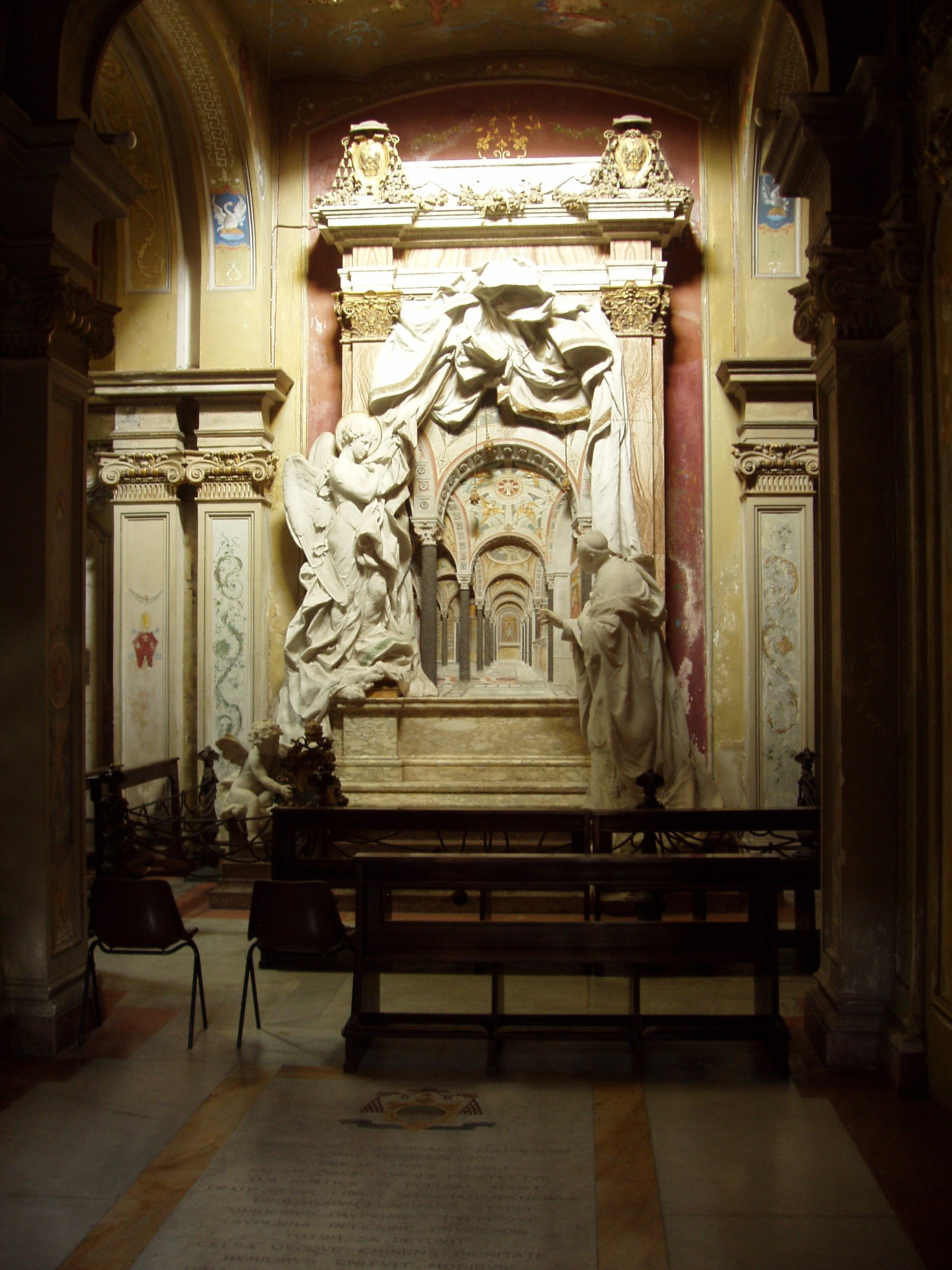
Monumento funebre del cardinale Rampolla del Tindaro

Nel 1903 Pio X scelse un nuovo Segretario di Stato nella persona del giovane Rafael Merry del Val. Rampolla proseguì il suo mandato come prefetto della Congregazione della Reverenda Fabbrica di San Pietro e come presidente della Pontificia commissione biblica, creata l'anno prima. Nel 1908 lasciò la Pontificia commissione biblica per divenire segretario del Sant'Uffizio. Nel 1912 divenne Archivista e Bibliotecario di Santa Romana Chiesa.
Fino alla morte fu considerato il più probabile successore di papa Pio X. Rampolla morì improvvisamente a Roma il 16 dicembre 1913 a settant'anni, alcuni mesi prima del pontefice. Le sue esequie furono presiedute dal suo amico e stretto collaboratore Giacomo Della Chiesa, il futuro papa Benedetto XV. Venne sepolto nel cimitero del Verano. Il 19 giugno 1929, dodici giorni dopo la ratifica dei Patti Lateranensi dal Parlamento italiano, la sua salma venne traslata nella basilica di Santa Cecilia in Trastevere.

### Parentele
Un suo pronipote omonimo, monsignor Mariano Rampolla del Tindaro (1893-1945), fu sottosegretario della Congregazione dei seminari. Diede lezioni private di latino e greco a Salvatore Quasimodo ed ebbe un ruolo importante nella conversione di Giorgio La Pira.

### Museo
Nel settembre 2021 un museo dedicato al cardinale Mariano Rampolla del Tindaro è stato inaugurato nel suo paese natale, Polizzi Generosa.

## Genealogia episcopale e successione apostolica
La genealogia episcopale è:
- Cardinale Scipione Rebiba
- Cardinale Giulio Antonio Santori
- Cardinale Girolamo Bernerio, O.P.
- Arcivescovo Galeazzo Sanvitale
- Cardinale Ludovico Ludovisi
- Cardinale Luigi Caetani
- Cardinale Ulderico Carpegna
- Cardinale Paluzzo Paluzzi Altieri degli Albertoni
- Papa Benedetto XIII
- Papa Benedetto XIV
- Papa Clemente XIII
- Cardinale Bernardino Giraud
- Cardinale Alessandro Mattei
- Cardinale Pietro Francesco Galleffi
- Cardinale Giacomo Filippo Fransoni
- Cardinale Carlo Sacconi
- Cardinale Edward Henry Howard
- Cardinale Mariano Rampolla del Tindaro

La successione apostolica è:
- Cardinale Gregorio María Aguirre y García, O.F.M. (1885)
- Vescovo Antonio Ruiz-Cabal y Rodríguez (1886)
- Vescovo Francisco Gómez-Salazar y Lucio-Villegas (1886)
- Vescovo Juan Maura y Gelabert (1886)
- Arcivescovo Martín García y Alcocer, O.F.M. (1886)
- Vescovo Federico Federici (1888)
- Cardinale Bartolomeo Bacilieri (1888)
- Vescovo Giovanni Maria Camilleri, O.E.S.A. (1889)
- Vescovo Costantino Costa, C.P. (1890)
- Arcivescovo Antonio Sabatucci (1890)
- Cardinale Joaquim Arcoverde de Albuquerque Cavalcanti (1890)
- Arcivescovo Jerónimo Thomé da Silva (1890)
- Cardinale Agostino Ciasca, O.E.S.A. (1891)
- Arcivescovo Filippo Castracane degli Antelminelli (1891)
- Arcivescovo Giovanni Ponzi (1894)
- Arcivescovo Antonino Sardi (1894)
- Vescovo Guglielmo Maria d'Ambrogi, O.E.S.A. (1895)
- Cardinale Giovanni Battista Casali del Drago (1895)
- Vescovo Giacomo Alessandro Ghezzi, O.F.M.Obs. (1896)
- Cardinale Aristide Rinaldini (1896)
- Cardinale Sebastiano Martinelli, O.E.S.A. (1896)
- Cardinale Benedetto Lorenzelli (1896)
- Cardinale Antonio Vico (1898)
- Arcivescovo Giustino Adami (1898)
- Cardinale Carlo Nocella (1899)
- Cardinale Gennaro Granito Pignatelli di Belmonte (1899)
- Cardinale Rafael Merry del Val y Zulueta (1900)
- Arcivescovo Giovanni Battista Guidi (1902)
- Arcivescovo Vincenzo Sardi di Rivisondoli (1908)
- Vescovo Giacomo Sinibaldi (1913)
- Vescovo Natale Serafino (1913)